# Championnes de France de natation en bassin de 50 m du 200 m 4 nages
| Championnat | Lieu                             | Athlète                           | Naissance | Âge   | Club                                               | Temps                       |
| ----------- | -------------------------------- | --------------------------------- | --------- | ----- | -------------------------------------------------- | --------------------------- |
| 1963 hiver  | Marseille Piscine Vallier (25 m) | Danièle Dorléans                  |           |       | Cercle des nageurs de Marseille                    | 2 min 46 s 2                |
| 1963 été    | Paris Georges-Vallerey           | non disputé                       |           |       |                                                    |                             |
| 1964 hiver  | Marseille Piscine Vallier (25 m) | Christine Caron                   |           |       | Racing Club de France                              | 2 min 41 s 7                |
| 1964 été    | Paris Georges Vallerey           | non disputé                       |           |       |                                                    |                             |
| 1965 hiver  | Marseille Piscine Vallier (25 m) | Danièle Dorléans                  |           |       | Cercle des nageurs de Marseille                    | 2 min 42 s 0                |
| 1965 été    | Paris Georges Vallerey           | non disputé                       |           |       |                                                    |                             |
| 1966 hiver  | Le Mans (25 m)                   | non disputé                       |           |       |                                                    |                             |
| 1966 été    | Paris Georges Vallerey           | non disputé                       |           |       |                                                    |                             |
| 1967 hiver  | Caen (25 m)                      | non disputé                       |           |       |                                                    |                             |
| 1967 été    | Paris Georges Vallerey           | Danièle Dorléans                  |           |       | Cercle des nageurs de Marseille                    | 2 min 36 s 0 RF             |
| 1968 hiver  | Montreuil                        | non disputé                       |           |       |                                                    |                             |
| 1968 été    | Paris Georges Vallerey           | Danièle Dorléans                  |           |       | Cercle des nageurs de Marseille                    | 2 min 35 s 5 RF             |
| 1969 hiver  | Toulouse                         | Sylvie Canet                      |           |       | Racing Club de France                              | 2 min 37 s 1                |
| 1969 été    | Paris Georges Vallerey           | Sylvie Canet                      |           |       | Racing Club de France                              | 2 min 38 s 4                |
| 1970 hiver  | Aix-en-Provence                  | Sylvie Canet                      |           |       | Racing Club de France                              | 2 min 39 s 5                |
| 1970 été    | Paris Georges Vallerey           | Claude Mandonnaud                 |           |       | ASPTT Limoges                                      | 2 min 34 s 4 RF             |
| 1971 hiver  | Montreuil                        | Claude Mandonnaud                 |           |       | ASPTT Limoges                                      | 2 min 37 s 5                |
| 1971 été    | Paris Georges Vallerey           | Claude Mandonnaud                 |           |       | ASPTT Limoges                                      | 2 min 34 s 1 RF             |
| 1972 hiver  | Rouen (25 m)                     | Claude Mandonnaud                 |           |       | ASPTT Limoges                                      | 2 min 33 s 6                |
| 1972 été    | Vittel                           | Martine Cartier                   |           |       | Enfants de Neptune de Tours                        | 2 min 36 s 2                |
| 1973 hiver  | Paris Georges Hermant            | Claude Mandonnaud                 |           |       | ASPTT Limoges                                      | 2 min 35 s 52               |
| 1973 été    | Vittel                           | Dominique Amiand                  |           |       | Dauphins du TOEC                                   | 2 min 33 s 0 RF             |
| 1974 hiver  | Bordeaux                         | Dominique Amiand                  |           |       | Dauphins du TOEC                                   | 2 min 35 s 06               |
| 1974 été    | Paris Georges Vallerey           | Caroline Carpentier               |           |       | Lille Université Club                              | 2 min 31 s 67               |
| 1975 hiver  | Troyes                           | Dominique Amiand                  |           |       | Dauphins du TOEC                                   | 2 min 30 s 67               |
| 1975 été    | Paris Georges Vallerey           | Dominique Amiand                  |           |       | Dauphins du TOEC                                   | 2 min 28 s 86 RF            |
| 1976 hiver  | Tarbes                           | Dominique Amiand                  |           |       | Dauphins du TOEC                                   | 2 min 28 s 86               |
| 1976 été    | Paris Georges Vallerey           | Caroline Carpentier               |           |       | Lille Université Club                              | 2 min 29 s 10               |
| 1977 hiver  | Rennes                           | Caroline Carpentier               |           |       | Lille Université Club                              | 2 min 29 s 52               |
| 1977 été    | Paris Georges Vallerey           | Nelly Saqué                       |           |       | US Ivry                                            | 2 min 27 s 68               |
| 1978 hiver  | Lille                            | Nelly Saqué                       |           |       | US Ivry                                            | 2 min 26 s 06 RF            |
| 1978 été    | Laval                            | Elisabeth Beucher                 |           |       | Enfants de Neptune de Tours                        | 2 min 27 s 86               |
| 1979 hiver  | Nanterre                         | Laure Clément                     |           |       | ES Massy                                           | 2 min 27 s 29               |
| 1979 été    | Mulhouse                         | Laure Clément                     |           |       | ES Massy                                           | 2 min 27 s 35               |
| 1980 hiver  | Bordeaux                         | Marie-Odile Charles               |           |       | CS Clichy                                          | 2 min 26 s 84               |
| 1980 été    | Brive-la-Gaillarde               | Marie-Odile Charles               |           |       | CS Clichy                                          | 2 min 27 s 45               |
| 1981 hiver  | La Rochelle                      | Corinne Buron                     |           |       | ASPTT Toulon                                       | 2 min 25 s 13 RF            |
| 1981 été    | Dunkerque                        | Marie-Odile Charles               |           |       | CS Clichy                                          | 2 min 26 s 56               |
| 1982 hiver  | Toulouse                         | Laurence Bensimon                 |           |       | AM Vittel                                          | 2 min 25 s 14               |
| 1982 été    | Megève                           | Isabelle Lefèvre                  |           |       | O Argentan                                         | 2 min 25 s 41               |
| 1983 hiver  | Tours                            | Isabelle Lefèvre                  |           |       | O Argentan                                         | 2 min 24 s 86               |
| 1983 été    | Bordeaux                         | Laurence Bensimon                 |           |       | CS Clichy                                          | 2 min 23 s 32               |
| 1984 hiver  | Strasbourg                       | Laurence Bensimon                 |           |       | CS Clichy                                          | 2 min 20 s 90               |
| 1984 été    | Paris Georges Vallerey           | Marie-Pierre Wirth                |           |       | Mulhouse Olympic Natation                          | 2 min 23 s 62               |
| 1985 hiver  | Aix-en-Provence                  | Marie-Pierre Wirth                |           |       | Mulhouse Olympic Natation                          | 2 min 22 s 61               |
| 1985 été    | Dunkerque                        | Laurence Bensimon                 |           |       | CS Clichy                                          | 2 min 22 s 31               |
| 1986 hiver  | Rennes                           | Laurence Bensimon                 |           |       | CS Clichy                                          | 2 min 22 s 50               |
| 1986 été    | Millau                           | Pascaline Louvrier                |           |       | SN Charleville-Mézière                             | 2 min 20 s 58               |
| 1987 hiver  | Mulhouse                         | Pascaline Louvrier                |           |       | SN Charleville-Mézière                             | 2 min 20 s 34               |
| 1987 été    | Strasbourg                       | Pascaline Louvrier                |           |       | SN Charleville-Mézière                             | 2 min 19 s 16 RF            |
| 1988 hiver  | Vittel                           | Pascaline Louvrier                |           |       | D Charleville-Mézière                              | 2 min 20 s 69               |
| 1988 été    | Dunkerque                        | Marie-Pierre Wirth                |           |       | Mulhouse Olympic Natation                          | 2 min 21 s 57               |
| 1989 hiver  | Forbach                          | Nathalie Saint-Cyr                |           |       | CN Saint-Germain-en-Laye                           | 2 min 21 s 91               |
| 1989 été    | Paris Georges Vallerey           | Laurence Bensimon                 |           |       | CS Clichy 92                                       | 2 min 18 s 92               |
| 1990 hiver  | La Rochelle                      | Catherine Plewinski               |           |       | CNSR Cluses                                        | 2 min 20 s 34               |
| 1990 été    | Narbonne                         | Nathalie Saint-Cyr                |           |       | CN Saint-Germain-en-Laye                           | 2 min 20 s 49               |
| 1991 hiver  | Saint-Étienne                    | Céline Bonnet                     |           |       | Cercle des nageurs de Marseille                    | 2 min 20 s 91               |
| 1991 été    | Millau                           | Jacqueline Delord                 |           |       | Dauphins du TOEC                                   | 2 min 21 s 14               |
| 1992 hiver  | Dunkerque                        | Céline Bonnet                     |           |       | Cercle des nageurs de Marseille                    | 2 min 18 s 02               |
| 1992 été    | Mennecy                          | Marie-Pierre Wirth                |           |       | Mulhouse Olympic Natation                          | 2 min 21 s 26               |
| 1993 hiver  | Mennecy                          | Nadège Cliton                     |           |       | Alliance Dijon                                     | 2 min 18 s 93               |
| 1993 été    | Paris Georges Vallerey           | Karine Brémond                    |           |       | Istres SN                                          | 2 min 22 s 35               |
| 1994 hiver  | Lille                            | Céline Bonnet                     |           |       | CS Clichy 92                                       | 2 min 19 s 83               |
| 1994 été    | Aix-les-Bains                    | Céline Bonnet                     |           |       | CS Clichy 92                                       | 2 min 21 s 33               |
| 1995 hiver  | Mennecy                          | Céline Bonnet                     |           |       | CS Clichy 92                                       | 2 min 19 s 29               |
| 1995 été    | Canet-en-Roussillon              | Céline Bonnet                     |           |       | CS Clichy 92                                       | 2 min 21 s 46               |
| 1996 hiver  | Dunkerque                        | Nadège Cliton                     |           |       | Cercle des Nageurs de Melun-Dammarie               | 2 min 18 s 55               |
| 1996 été    | Montpellier                      | Nadège Cliton                     |           |       | Cercle des Nageurs de Melun-Dammarie               | 2 min 19 s 64               |
| 1997        | Mennecy                          | Nadège Cliton                     |           |       | Cercle des Nageurs de Melun-Dammarie               | 2 min 17 s 14 RF            |
| 1998        | Amiens                           | Nadège Cliton                     |           |       | Cercle des Nageurs de Melun-Dammarie               | 2 min 17 s 18               |
| 1999        | Dunkerque                        | Anne Amardeilh                    |           |       | Cercle des nageurs de Marseille                    | 2 min 19 s 54               |
| 2000        | Rennes                           | Roxana Maracineanu                | 1975      | 25    | Mulhouse Olympic Natation                          | 2 min 18 s 09               |
| 2001        | Chamalières                      | Beatrice Caslaru Sophie de Ronchi | 1975 1985 | 26 16 | Cercle des Nageurs de Chalon-sur-Saône Manosque EP | 2 min 13 s 87 2 min 17 s 23 |
| 2002        | Chalon-sur-Saône                 | Jana Klotchkova Céline Cartiaux   | 1982 1979 | 20 23 | Ukraine Amiens Métropole Natation                  | 2 min 14 s 39 2 min 18 s 41 |
| 2003        | Saint-Étienne                    | Béatrice Caslaru Sophie de Ronchi | 1975 1985 | 28 18 | Cercle des Nageurs de Chalon-sur-Saône EP Manosque | 2 min 16 s 67 2 min 18 s 12 |
| 2004        | Dunkerque                        | Hanna Shcherba Céline Cartiaux    | 1982 1979 | 22 25 | CS Clichy 92 Amiens Métropole Natation             | 2 min 14 s 70 2 min 15 s 75 |
| 2005        | Nancy                            | Camille Muffat                    | 1989      | 16    | Olympic Nice Natation                              | 2 min 15 s 30 RF            |
| 2006        | Tours                            | Laure Manaudou                    | 1986      | 20    | Cercle des Nageurs de Melun-Val de Seine           | 2 min 12 s 41 RF            |
| 2007        | Saint-Raphaël                    | Camille Muffat                    | 1989      | 18    | Olympic Nice Natation                              | 2 min 14 s 87               |
| 2008        | Dunkerque                        | Camille Muffat                    | 1989      | 19    | Olympic Nice Natation                              | 2 min 11 s 15 RF            |
| 2009        | Montpellier                      | Camille Muffat                    | 1989      | 20    | Olympic Nice Natation                              | 2 min 09 s 37 RE            |
| 2010        | Saint-Raphaël                    | Camille Muffat                    | 1989      | 21    | Olympic Nice Natation                              | 2 min 10 s 48               |